# T. Szabó László
T. Szabó László (Kiskőrös, 1953. március 22. –) képzőművész.
 T. Szabó László alaposan megdolgoztatja a – kényszeresen – skatulyákba gyömöszölőket. Segítségükre sietek, amikor saját meggyőződésemet – élve az alkalommal – most közzé teszem. T. Szabó László „besorolására” régóta használatos skatulyát találtam: profi. Professzionális képzőművész. Erre a felismerésre magam is csak nemrég jutottam. Nem csoda, hiszen mindenki csak azt tudhatta róla sokáig, hogy … /Vörösváry Ákos/

## Életrajz
A Képző- és Iparművészeti Szakközépiskola elvégzése után számos szakmában szerzett gyakorlatot. Keszthelyi, sümegi, ajkai, mártélyi művésztelepek törzsvendége. 1985-ben a Fiatal Művészek Stúdiójának, 1986-ban a Művészeti Alap festő szakosztályának, 1991-től a Magyar Alkotóművészek Országos Egyesületének (MAOE) tagja. 1986-tól szellemi szabadfoglalkozású képzőművész.

## Díjai, elismerései
- 1984. IX. Ajkai Tárlat
- 1984. XII. Országos Amatőr Képző-és Iparművészeti Kiállítás, Ózd
- 1984. IX. Ajkai Tárlat
- 1986. Ajkai Őszi Tárlat
- 1988. Ajkai Őszi Tárlat

## Kiállításai
Művei megtalálhatók hazai és külföldi magángyűjteményekben. 50-nél is több alkotása az Első Magyar Látványtár tulajdonát képezi.

### Egyéni kiállításai
- 1982. Keszthely
- 1985. Tapolca, Sümeg
- 1987. Ajka, Veszprém, Baja
- 1990. Zalaegerszeg, Kaposvár
- 1993. Wunsiedel, Németország
- 1994. Győr, Műcsarnok

### Csoportos kiállításai
- 1984. Ajka, Ózd
- 1985. Szeged, Budapest
- 1986. Szombathely, Ajka
- 1988. Ajka
- 1991. Japán
- 1993. Veszprém
- 1994. Sydney, Ausztrália
- 2006. Tapolca-Diszel, Első Magyar Látványtár „Életöröm I.”c. kiállítása
- 2007. Tapolca-Diszel, Első Magyar Látványtár „Életöröm II.”c. kiállítása
- 2008. Tapolca-Diszel, Első Magyar Látványtár „Kivétel”c. kiállítása
- 2009. Tapolca-Diszel, Első Magyar Látványtár „Minden ember boldog akar lenni”c. kiállítása
- 2009. Budapest, Pintér Sonja Galéria, Első Magyar Látványtár „Lecke pszichológusoknak” c. kiállítása
- 2010. Tapolca, Első Magyar Látványtár „Zene a képzőművészetben” c. kiállítása
- 2010. Eger, Első Magyar Látványtár „Lecke pszichológusoknak” c. kiállítása
- 2010. Tapolca-Diszel: Első Magyar Látványtár „333/Napló és/vagy monológ”/ c. kiállítása
- 2011 - Budapest: Art 9 Galéria „Arcok” c. kiállítása
- 2011 - Tapolca-Diszel: Első Magyar Látványtár „Egy + 1” c. kiállítása
- 2012 - Tapolca-Diszel : Első Magyar Látványtár - „Piroska, Fehérke, Zöldike” c. kiállítás
- 2013 - Budapest Art9 Galéria: „Képpárok és hármas képek” c. kiállítás
- 2013 - Veszprém: Tavaszi Tárlat
- 2013 - Budapesti Építészeti Központ -FUGA- : Magyar Festők Társasága „Fragmentum” c. kiállítása
- 2013 - Mazart Galéria Budapest: Magyar Festők Társasága „Monokrómia” c. kiállítása
- 2013 - Ajkai Nagy László Művelődési Központ: Ajkai Tárlat

## Kötetei
- Verses szépfüzet;[3][4] T. Szabó László, Tapolca, 2008
- 21 hurok. Németh István Péter versei T. Szabó László frottázsaira; Balatonfűzfő, Tapolca, 2018